# Stylidium scandens
Stylidium scandens este o specie de plante dicotiledonate din genul Stylidium, familia Stylidiaceae, ordinul Asterales, descrisă de Robert Brown. Conform Catalogue of Life specia Stylidium scandens nu are subspecii cunoscute.

## Galerie de imagini

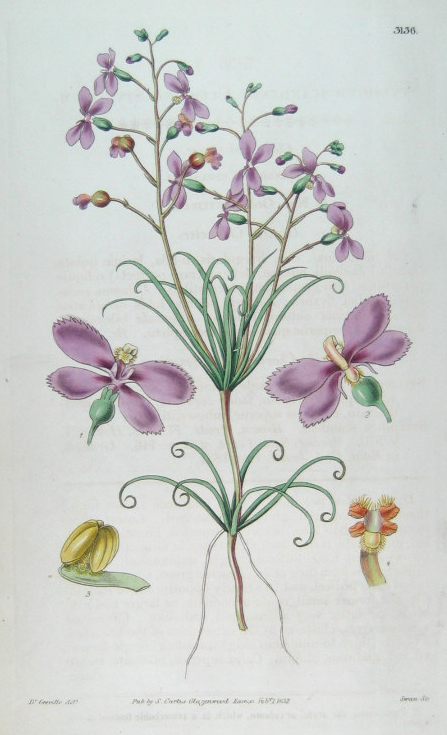